# Grupo Fontaina - De Feo
El Grupo Fontaina - De Feo, es uno de los grupos multimedios más importantes de Uruguay, tanto de radio como de televisión, siendo considerado  pionero y la mismísima historia de la televisión en el país.

## El Grupo
Si bien el grupo Fontaina - De Feo surge en el año 1931 cuando los jóvenes Juan Enrique De Feo, Raúl y Roberto Fontaina adquieren Radio Carve y posteriormente La voz del Aire, emisoras las cuales conformaron la Sociedad Anónima de Radioemisoras del Plata, el mismo termina de  consolidarse alrededor de los años cuarenta con la intención de crear el primer canal de televisión de Uruguay. En 1949 este grupo junto a la Asociación Nacional de Broadcasters Uruguayos crearían la Sociedad Anónima de Emisión de Televisión y Anexos, grupo qué tendría como fin comenzar a operar una señal de televisión. Finalmente, este proyecto se consolidaria el 7 de diciembre de año 1956 con el inicio de las transmisiones de Canal 10.

## Integración
El grupo históricamente estuvo integrado por miembros de ambas familias, así como descendientes tanto de Juan Enrique De Feo y Raúl Fontaina. Muchos dentro del mismo, iniciaron en las radios y algunos lograron pasar a la televisión, donde tuvieron otros roles, más allá de ser accionistas del mismo, los cuales variaron desde la dirección, o como también desde el periodismo o conducción. Se destacan:
- Juan Enrique De Feo, fue uno de los principales fundadores y promotores del grupo. Además de directivo, uno de los principales presentadores y relatores deportivos en radio.
- Raúl Fontaina D'Oliveira, fue uno de los principales fundadores y también promotor. Fue directivo tanto de radio, como del Canal 10. Además de su labor como periodista en radio.

- Roberto Fontaina D'Oliveira, adquirió Radio Carve y creó junto con su hermano Raúl y Enrique De Feo, la Sociedad Anónima de Radioemisoras del Plata. También fue presentador de las radios.

- Raúl Fontaina Islas, quien fue el primer presentador y encargado de iniciar la primera edición del canal en 1956. Además de que fue directivo del mismo durante varios años.
- Omar De Feo, conductor presentador, tanto de Radio Carve como del Canal 10. Fue además el creador del informátivo oficial del canal, Subrayado.
- Humberto De Feo (1942-2018) (Humberto Vitureira - padre), periodista, locutor y presentador.
- Duilio De Feo, periodismo deportivo.

## Medios
| Televisión | Televisión       | Televisión |
| Logo       | Canal            | Fundación  |
| ---------- | ---------------- | ---------- |
|            | Canal 10         | 1956       |
|            | Canal 7 Punta    | 1968-2013  |
|            | Canal 9 Rocha    | 1966-2013  |
|            | A+V              | 2010-2020  |
|            | Canal 20         | 2008-2015  |
|            | Asuntos públicos | 2008       |
|            | La Red           | 1981-2016  |
|            | Portal Subrayado | 2011       |
| Radio      |                  |            |
| Logo       | Emisora          | Fundación  |
|            | Radio Carve      | 1928-2013  |
|            | La 1010 AM       | 1935-2013  |
|            | Aire FM          | 1985-2004  |

| Televisión para abonados   | Televisión para abonados                                    |
| Empresa                    | Sociedad                                                    |
| -------------------------- | ----------------------------------------------------------- |
| TCC                        | En sociedad con los Consorcios Equital y TDI en el interior |
| Multiseñal                 | En sociedad con el (Grupo Monte Carlo y Cardoso - Sheck)    |
| Equital                    | (Grupo Monte Carlo y Cardoso - Sheck)                       |
| Visión Canaria (2013-2024) |                                                             |
| Rocha Cable Color          |                                                             |

- Datos: Q109424110

1. ↑  «Grupo  Fontaina - De Feo». p. Radio Uruguay.